# جو سائه-هیوک
جو سائه-هیوک (انگلیسی: Joo Sae-hyuk؛ زادهٔ ۲۰ ژانویهٔ ۱۹۸۰) یک بازیکن تنیس روی میز اهل کره جنوبی است.
وی در مسابقات کشوری و بین‌المللی در مجموع برنده ۸ مدال نقره، ۸ مدال برنز شده‌است.
او به عنوان بهترین بازیکن دفاعی جهان در سال ۲۰۱۲ شناخته شد و اولین فردی شد که با سبک دفاع مدرن، توانست به جمع ۵ بازیکن برتر جهان بپیوندد.
جو سائه-هیوک در سال ۲۰۰۳ توانست نایب قهرمان جام جهانی پاریس شود و در طول مسابقات توانست افراد سرشناسی مانند مالین را شکست دهد. او اولین بازیکن کره‌ای بود که توانست با سبک دفاعی خود، چینی‌ها را شکست دهد.